# Blu-ray Disc Association

Logo Blu-ray Disc

Blu-ray Disc Association – stowarzyszenie firm zajmujących się rozwojem i promocją formatu Blu-ray. Przynależy do niego 170 firm.

## Firmy stanowiąceradę nadzorcząstowarzyszenia:
- Apple
- Dell
- HP
- Hitachi
- LG
- Mitsubishi Electric
- Panasonic
- Pioneer
- Philips
- Samsung
- Sharp
- Sony
- TDK
- Thomson
- Twentieth Century Fox
- Walt Disney
- Warner Bros.

## Firmy stowarzyszone, a nie należące do rady nadzorczej:
- Adobe Systems
- Almedio Inc.
- Alticast
- Aplix Corporation
- ArcSoft, Inc.
- ATI Technologies Inc.
- Atmel Corporation
- AudioDev AB
- Broadcom Corporation
- Canon Inc.
- CMC Magnetics Corporation
- Coding Technologies GmbH
- Cryptography Research Inc.
- CyberLink Corp.
- DATARIUS Technologies GmbH
- DCA Inc.
- Deluxe Media Services Inc.
- Dolby Laboratories Inc.
- DTS, Inc.
- Electronic Arts Inc.
- Esmertec
- Fuji Photo Film Co. Ltd.
- Fujitsu Ltd.
- Horizon Semiconductor
- Imation Corp.
- InterVideo Inc.
- Kenwood Corporation
- Lionsgate Entertainment
- LITE-ON IT Corporation
- LSI Logic
- MediaTek Inc.
- Meridian Audio Ltd.
- Metta Technology
- Mitsubishi Kagaku Media Co.Ltd.
- Mitsui Chemicals Inc.
- Moser Baer India Limited
- Nero AG
- Optodisc Technology Corporation
- Paramount Pictures Corporation
- Pixela Corporation
- Prodisc Technology Inc.
- Pulstec Industrial Co., Ltd.
- Ricoh Co., Ltd.
- Ritek Corporation
- ShibaSoku Co. Ltd.
- Sigma Designs Inc.
- Sonic Solutions
- Sonopress
- Sony BMG Music Entertainment
- ST Microelectronics
- Sunext
- Sun Microsystems, Inc.
- Taiyo Yuden Co., Ltd.,
- Universal Music Group
- Victor Company of Japan, Ltd.
- Visionare Corporation
- Zentek Technology Japan, Inc.
- ZOOtech Ltd.
- Zoran Corporation
- Alpine Electronics Inc.
- Asahi Kasei Microsystems Co., Ltd.
- ashampoo GmbH & Co. KG
- Bandai Visual Co. Ltd.
- BASF AG
- Basler Vision Technologies
- BenQ Corporation
- B.H.A. Corporation
- Bose Corporation
- B&W Group
- The Cannery
- Cheertek Inc.
- Cinram Manufacturing Inc.
- D&M holdings, Inc.
- Daewoo Electronics Corporation
- Daikin Industries, Ltd.
- Daxon Technology Inc.
- Degussa
- Eclipse Data Technologies
- Elpida Memory, Inc.
- ESS Technology Inc.
- Expert Magnetics Corp.
- Fujitsu Ten Ltd.
- Funai Electric Co., Ltd.
- GalleryPlayer Media Networks
- Gear Software
- Hie Electronics, Inc.
- Hoei Sangyo Co., Ltd.
- IMAGICA Corp.
- INFODISC Technology Co., Ltd.
- Infomedia Inc.
- Intersil Corporation
- Kadokawa Holdings Inc.
- Kaleidescape, Inc.
- Kitano Co., Ltd.
- Konica Minolta Opto Inc.
- Laser Pacific Media Corp.
- Lauda Co. Ltd.
- Lead Data Inc.
- LEADER ELECTRONICS CORP
- Lenovo
- Linn Products Ltd.
- LINTEC Corporation
- M2 Engineering AB
- MainConcept AG
- Mitsumi Electric Co., Ltd.
- Must Technology Co., Ltd.
- MX Entertainment
- Netflix Inc.
- Newtech Infosystems Inc.
- NEXAPM Systems Technology Inc.
- Nichia Corporation
- Nikkatsu Corporation
- NTT Electronics Corporation
- nVidia Corporation
- Omnibus Japan Inc.
- Onkyo Corporation
- Online Media Technologies Ltd.
- Ono Sokki Co., Ltd.
- OPT Corporation
- Orbit Corp.
- Origin Electric Co., Ltd.
- Osmosys SA
- Pinnacle Systems
- PoINT Software & Systems GmbH
- Pony Canyon Enterprise
- PowerFile
- Primera Technology, Inc.
- Quanta Storage Inc.
- Realtek Semiconductor Corp.
- Rimage Corporation
- Sanyo Electric Co., Ltd.
- Dr. Schwab Inspection Technology GmbH
- Shinano Kenshi Co. Ltd.
- Singulus Technologies
- STEAG ETA-OPTIK GmbH
- Sumitomo Bakelite
- Tao Group Limited
- Targray Technology International Inc.
- TEAC Corporation
- Teijin Chemicals Ltd.
- THX Ltd.
- Toei Video Company Ltd.
- Toho Company, Ltd.
- Toppan Printing Co., Ltd.
- TOPTICA Photonics AG
- Trailer Park
- UmeDisc Ltd.
- Unaxis Balzer AG
- Vivendi Universal Games
- Yamaha Corporation
- Yokogawa Electric Corporation
- 1K Studios, LLC